# Bernhard Dessau
Bernhard Dessau   (Hamburg, 1 de març de 1861 - Berlín, 28 d'abril de 1923) va ser un violinista i compositor alemany.

## Biografia
Bernhard Dessau era fill de Chasan Moses Berend Dessau (1821–1881) i de la seva dona Eva nee. Müller (1825–1877) i tenia sis germans. El seu germà petit era el fabricant de cigars Sally Dessau (1849-1923).
Bernhard Dessau va estudiar violí amb Henry Schradieck a Hamburg i Leipzig i amb Joseph Joachim i Henryk Wieniawski a Berlín. Dessau va treballar com a concertista a Görlitz, Königsberg, Brno, Praga, Rotterdam i altres ciutats. El 1898 es va convertir en concertista de la Staatskapelle Berlin i de la Staatsoper Unter den Linden de Berlín.
Dessau va ensenyar al Conservatori Stern i es va convertir en professor el 1906. Dessau també va aparèixer com a solista i va formar part del conegut trio de Berlín juntament amb Moritz Mayer-Mahr i Heinrich Grünfeld. Va impartir classes de violí i piano a l'alumna Marlene Dietrich. Posseïa un violí Stradivarius (Nicola Gagliano Filius Alexandri fecit. Nàpols. 1738). El 1900 havia donat el seu primer violí al seu nebot Paul Dessau. Jean Paul Ertel va dedicar el seu quartet de corda Hebraikon (sobre temes hebreus) a Bernhard Dessau el 1912. Dessau va compondre nombroses peces per a violí, especialment un concert de vell estil op.55.
Dessau es va casar amb l'actriu Therese Leeder (1857-1941) el 1885. El 1898 es va casar amb Elise Sophie Müller (1873-1935), amb qui va tenir les filles Gertrud (1899-1976) i Lotte (1902-1983). Les dues filles van emigrar a Anglaterra amb els seus marits després que Hitler arribés al poder.